# Tsakhiagiin Elbegdorj
Tsakhiagiin Elbegdorj (em mongol: Цахиагийн Элбэгдорж; romaniz.: Cahiagín Elbegdorj; 30 de março de 1963) é um político mongol, foi o 4º presidente da Mongólia de 2009 até 2017. Ele foi o primeiro presidente mongol não membro do Partido Revolucionário Popular da Mongólia. Elbegdorj foi um dos líderes da revolução democrática pacífica de 1990 que acabou com aproximadamente 75 anos de governo comunista.
Elbegdorj foi o primeiro-ministro da Mongólia duas vezes, vice-presidente do parlamento uma vez, líder da maioria do parlamento uma vez e membro do parlamento quatro vezes. É conhecido pela sua política que prega a democracia e a liberdade.